# Miss Universo 2019
Miss Universo 2019 è stata la sessantottesima edizione del concorso di bellezza Miss Universo
     Miss Universo 2018
     2ª classificata
     3ª classificata
     Top 5
     Top 10
     Top 20
     21ª-90ª classificata

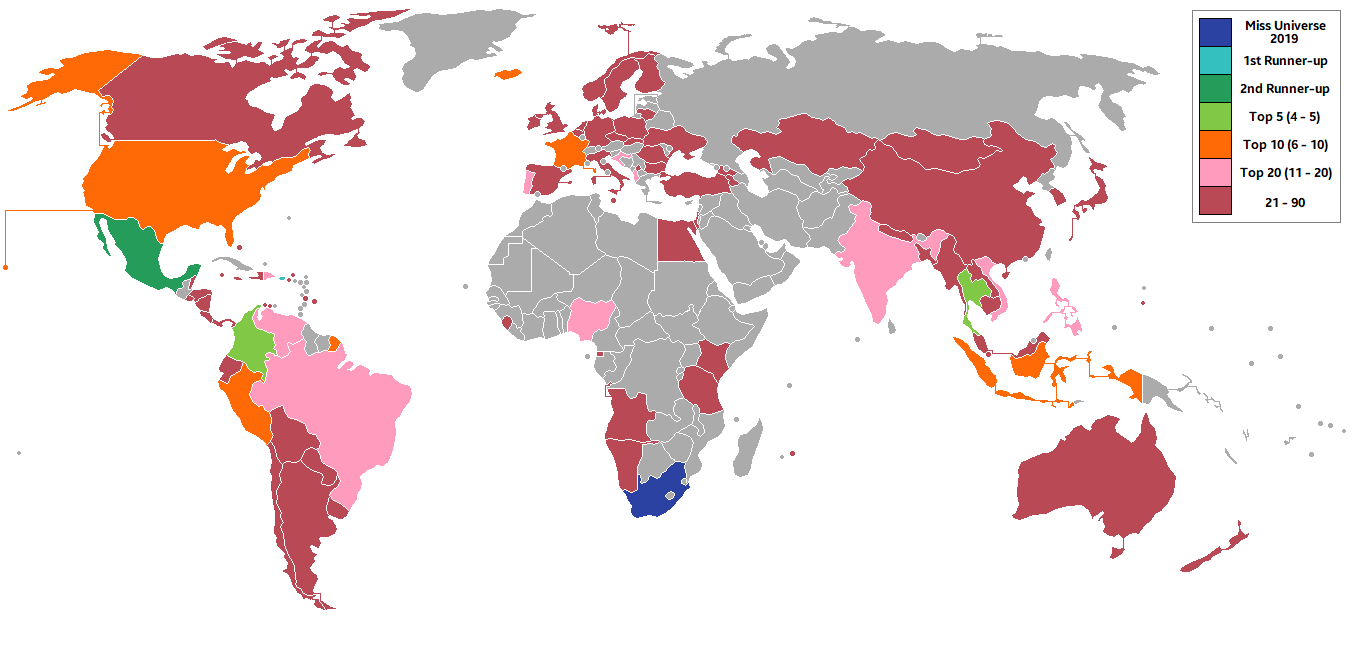
I piazzamenti finali di Miss Universo 2018:
Miss Universo 2018
2ª classificata
3ª classificata
Top 5
Top 10
Top 20
21ª-90ª classificata

L'evento si è tenuto ad Atlanta in Georgia. Le Nazioni debuttanti in questa edizione sono state il Bangladesh e la Guinea Equatoriale.
Catriona Gray, Miss Universo uscente, proveniente dalle Filippine, ha incoronato la nuova Miss Universo, Zozibini Tunzi, proveniente dal Sudafrica.
È stata la prima edizione nella quale ha partecipato una concorrente dichiarata apertamente lesbica, Swe Zin Htet dalla Birmania.

## Formula
Le Miss partecipanti sono state suddivise in tre gruppi distinti basati sulla geografia, come nel 2017:
- Africa e Asia pacifica (comprendente l'Asia in generale e l'Oceania)
- Europa
- Americhe

In questo modo il concorso è stato reso più omogeneo: ogni paese ha la stessa probabilità di essere scelto come parte della TOP 20; a rappresentare ogni gruppo sono cinque ragazze, scelte in base ai voti della giuria e del tele-voto. Chiamate le cinque Miss per ogni quintetto (per un totale di quindici) in seguito ne vengono scelte altre cinque tra tutti i paesi rimanenti (al di fuori della logica di divisione in gruppi) che comporranno dunque un ulteriore gruppo (Wild cards) per arrivare a venti.

## Risultati
| #  | Nazione         | Gruppo                 |
| -- | --------------- | ---------------------- |
| 1  | Sudafrica       | Africa e Asia pacifica |
| 2  | Indonesia       | Africa e Asia pacifica |
| 3  | Vietnam         | Africa e Asia pacifica |
| 4  | Nigeria         | Africa e Asia pacifica |
| 5  | Thailandia      | Africa e Asia pacifica |
| 6  | Albania         | Europa                 |
| 7  | Francia         | Europa                 |
| 8  | Islanda         | Europa                 |
| 9  | Croazia         | Europa                 |
| 10 | Portogallo      | Europa                 |
| 11 | Porto Rico      | Americhe               |
| 12 | Perù            | Americhe               |
| 13 | Rep. Dominicana | Americhe               |
| 14 | Messico         | Americhe               |
| 15 | Stati Uniti     | Americhe               |
| 16 | Filippine       | Wild cards spots       |
| 17 | Venezuela       | Wild cards spots       |
| 18 | India           | Wild cards spots       |
| 19 | Brasile         | Wild cards spots       |
| 20 | Colombia        | Wild cards spots       |

| Risultato finale   | Risultato finale |
| Classifica         | Concorrente |
| ------------------ | --- |
| Miss Universo 2019 | - Sudafrica – Zozibini Tunzi |
| 2ª classificata    | - Porto Rico – Madison Anderson |
| 3ª classificata    | - Messico – Sofía Aragón |
| Top 5              | - Colombia – Gabriela Tafur - Thailandia – Paweensuda Drouin |
| Top 10             | - Francia – Maëva Coucke - Indonesia – Frederika Alexis Cull - Islanda – Birta Abiba Þórhallsdóttir - Perù – Kelin Rivera - Stati Uniti – Cheslie Kryst |
| Top 20             | - Albania – Cindy Marina - Brasile – Júlia Horta - Croazia – Mia Rkman - Filippine – Gazini Ganados - India – Vartika Singh - Nigeria – Olutosin Araromi - Portogallo – Sylvie Silva - Rep. Dominicana – Clauvid Dály - Venezuela – Thalía Olvino - Vietnam – Hoàng Thùy |

### Premi speciali
| Premio                | Concorrente                |
| --------------------- | -------------------------- |
| Best National Costume | - Malaysia – Shweta Sekhon |
| Miss Congeniality     | - Polonia – Olga Buława    |

## Concorrenti
Novanta concorrenti competono per il titolo di Miss Universo 2019.
| Nazione/Territorio        | Concorrente                | Età | Città                 |
| ------------------------- | -------------------------- | --- | --------------------- |
| Albania                   | Cindy Marina               | 20  | Scutari               |
| Angola                    | Salett Miguel              | 19  | Luanda                |
| Argentina                 | Mariana Varela             | 23  | Buenos Aires          |
| Armenia                   | Dayana Davttyan            | 20  | Erevan                |
| Aruba                     | Danna Garcia               | 20  | Oranjestad            |
| Australia                 | Priya Serrao               | 27  | Melbourne             |
| Bahamas                   | Tarea Sturrup              | 23  | Grand Bahama          |
| Bangladesh                | Shirin Akter Shela         | 23  | Thakurgaon            |
| Barbados                  | Shanel Ifill               | 20  | Bridgetown            |
| Belgio                    | Angeline Flor Pua          | 26  | Anversa               |
| Belize                    | Destinee Arnold            | 26  | Roaring Creek         |
| Birmania                  | Swe Zin Htet               | 20  | Pa-An                 |
| Bolivia                   | Fabiana Hurtado            | 21  | Santa Cruz            |
| Brasile                   | Julia Horta                | 25  | Juiz de Fora          |
| Bulgaria                  | Lora Asenova               | 23  | Bjala Slatina         |
| Cambogia                  | Somnang Alyna              | 18  | Phnom Penh            |
| Canada                    | Alyssa Boston              | 24  | Tecumseh              |
| Cile                      | Geraldine González         | 19  | Conchalí              |
| Cina                      | Rosie Zhu Xin              | 25  | Hebei                 |
| Colombia                  | Gabriela Tafur             | 24  | Cali                  |
| Corea del Sud             | Lee Yeon-joo               | 25  | Incheon               |
| Costa Rica                | Paola Chacón               | 27  | San José              |
| Croazia                   | Mia Rkman                  | 21  | Korcula               |
| Curaçao                   | Kyrsha Attaf               | 25  | Willemstad            |
| Danimarca                 | Katja Stokholm             | 22  | Odense                |
| Ecuador                   | Cristina Hidalgo           | 21  | Guayaquil             |
| Egitto                    | Diana Hamed                | 24  | Il Cairo              |
| El Salvador               | Zuleika Soler              | 25  | La Unión              |
| Filippine                 | Gazini Ganados             | 23  | Talisay               |
| Finlandia                 | Anni Harjunpää             | 23  | Sastamala             |
| Francia                   | Maëva Coucke               | 25  | Lilla                 |
| Georgia                   | Tako Adamia                | 24  | Tbilisi               |
| Germania                  | Miriam Rautert             | 23  | Berlino               |
| Giamaica                  | Iana Tickle Garcia         | 19  | Montego Bay           |
| Giappone                  | Ako Kamo                   | 21  | Kōbe                  |
| Guam                      | Sissie Luo                 | 18  | Tamuning              |
| Guinea Equatoriale        | Serafina Nchama            | 20  | Niefang               |
| Haiti                     | Gabriela Vallejo           | 25  | Pétion-Ville          |
| Honduras                  | Rosemary Arauz             | 26  | San Pedro Sula        |
| India                     | Vartika Singh              | 28  | Lucknow               |
| Indonesia                 | Frederika Alexis Cull      | 19  | Giacarta              |
| Irlanda                   | Fionnghuala O'Reilly       | 25  | Dublino               |
| Islanda                   | Birta Abiba Þórhallsdóttir | 19  | Mosfellsbær           |
| Isole Cayman              | Kadejah Bodden             | 23  | Bodden Town           |
| Isole Vergini Americane   | Andrea Piecuch             | 25  | Charlotte Amalie      |
| Isole Vergini Britanniche | Bria Smith                 | 25  | Tortola               |
| Israele                   | Sella Sharlin              | 22  | Beit She'an           |
| Italia                    | Sofia Trimarco             | 20  | Buccino               |
| Kazakistan                | Alfïya Ersayın             | 18  | Atyrau                |
| Kenya                     | Stacy Michuki              | 18  | Nairobi               |
| Kosovo                    | Fatbardha Hoxha            | 21  | Rečane                |
| Laos                      | Vichitta Phonevilay        | 23  | Vientiane             |
| Lituania                  | Paulita Baltrušaitytė      | 21  | Vilnius               |
| Malaysia                  | Shweta Sekhon              | 22  | Kuala Lumpur          |
| Malta                     | Teresa Ruglio              | 23  | Sliema                |
| Mauritius                 | Ornella LaFleche           | 21  | Beau Bassin-Rose Hill |
| Messico                   | Sofia Aragòn               | 25  | Zapopan               |
| Mongolia                  | Gunzaya Bat-Erdene         | 24  | Ulan Bator            |
| Namibia                   | Nadja Breytenbach          | 24  | Windhoek              |
| Nepal                     | Pradeepta Adhikari         | 23  | Kathmandu             |
| Nicaragua                 | Ines Lopez                 | 19  | Managua               |
| Nigeria                   | Olutosin Araromi           | 25  | Taraba                |
| Norvegia                  | Helene Abildsnes           | 20  | Kristiansand          |
| Nuova Zelanda             | Diamond Langi              | 27  | Auckland              |
| Paesi Bassi               | Sharon Pieksma             | 24  | Rotterdam             |
| Panama                    | Mehr Eliezer               | 22  | Città di Panama       |
| Paraguay                  | Ketlin Lottermann          | 25  | Santa Rita            |
| Perù                      | Kelin Rivera               | 26  | Arequipa              |
| Polonia                   | Olga Buława                | 28  | Świnoujście           |
| Porto Rico                | Madison Anderson           | 24  | Toa Baja              |
| Portogallo                | Sylvie Silva               | 20  | Guimarães             |
| Regno Unito               | Emma Jenkins               | 26  | Llanelli              |
| Rep. Ceca                 | Barbora Hodačová           | 23  | Teplice               |
| Rep. Dominicana           | Clauvid Daly               | 19  | Punta Cana            |
| Romania                   | Dorina Chihaia             | 26  | Iași                  |
| Saint Lucia               | Bebiana Mangal             | 23  | Castries              |
| Sierra Leone              | Marie Esther Bangura       | 22  | Port Loko             |
| Singapore                 | Mohana Prabha              | 24  | Singapore             |
| Slovacchia                | Laura Longauerová          | 23  | Detva                 |
| Spagna                    | Natalie Ortega             | 19  | Barcellona            |
| Stati Uniti               | Cheslie Kryst              | 28  | Charlotte             |
| Sudafrica                 | Zozibini Tunzi             | 26  | Tsolo                 |
| Svezia                    | Lina Ljungberg             | 23  | Norrköping            |
| Tanzania                  | Shubila Stanton            | 23  | Dar es Salaam         |
| Thailandia                | Paweensuda Drouin          | 25  | Bangkok               |
| Turchia                   | Bilgi Aydoğmuş             | 23  | Istanbul              |
| Ucraina                   | Anastasiia Subbota         | 26  | Zaporižžja            |
| Uruguay                   | Fiona Tenuta               | 22  | Montevideo            |
| Venezuela                 | Thalía Olvino              | 20  | Valencia              |
| Vietnam                   | Hoàng Thùy                 | 27  | Thanh Hóa             |

### Sostituzioni
- Elena Castro Suárez ( Belgio) parteciperà a Miss Mondo 2019, quindi l'organizzazione Miss Belgique nominata Angeline Flor Pua regina titolare nel 2018 e semifinalista in Miss Mondo 2018 come il tuo nuovo rappresentante.
- Vaimalama Chaves ( Francia) rassegnato le dimissioni dal suo diritto a partecipare a concorsi internazionali, sostenendo che la preparazione dei candidati al concorso avrà luogo nella loro regione natale, la Polinesia francese. Si riferiva al Miss Universo come a una competizione superficiale e "plastica". Maëva Coucke, Miss Francia 2018 e semifinalista in Miss Mondo 2018, parteciperà al suo posto.
- Anyella Grados ( Perù) è stata licenziata come regina nazionale e come rappresentante del suo paese per il rispettivo concorso dopo aver filtrato i video sui social media in cui è vista in pubblico presentare un grave grado di ubriachezza, rompendo con esso il contratto che aveva con la Miss Peru Organization come regina nazionale. Si è svolto un concorso di bellezza chiamato Reina de Reinas, per trovare una concorrenti, dove è stata la vincitrice Kelin Rivera.

### Designazioni
- Vartika Singh ( India) è stato designato come Miss Diva 2019 dopo non aver fatto la finale nazionale.
- Olga Buława ( Polonia) è stata nominata per rappresentare il paese in Miss Universo, dopo che l'organizzazione Miss Polski ha preso il franchising.
- Fiona Tenuta ( Uruguay) è stato designato da Osmel Sousa nuovo proprietario del franchising Uruguay per Miss Universo.
- Hoàng Thùy ( Vietnam) è stata designata come Miss Universo Vietnam 2019 dopo aver ottenuto la posizione di 2ª classificata in Miss Universo Vietnam 2018.

## Dati sulle concorrenti
- Alcune delle concorrenti di Miss Universo 2019 hanno partecipato o parteciperanno ad altre importanti competizioni internazionali:
  - Hoàng Thùy ( Vietnam) è stata semifinalista nel concorso Top Model of the World 2012.
- Alcune delle concorrenti sono nate o vivono in paese diverso da quello che hanno rappresentato, o hanno una diversa origine etnica:
  - Cindy Marina ( Albania), Olutosin Araromi ( Nigeria) e Madison Anderson ( Porto Rico) sono nate e risiedono negli Stati Uniti.
  - Danna Garcia ( Aruba) è nata in Colombia.

## Informazioni sui paesi in Miss Universo 2019

### Debutti
- Bangladesh
- Guinea Equatoriale

### Ritorni
Ultima partecipazione nel 2014:
- Lituania

Ultima partecipazione nel 2016:
- Sierra Leone

Ultima partecipazione nel 2017:
- Romania
- Tanzania

### Ritiri
- Ghana si ritira dalla competizione dopo che la Miss Universe Ghana Organization è stata temporaneamente sospesa, Riprenderanno le operazioni nel 2020.
- Grecia
- Guatemala
- Kirghizistan
- Russia
- Sri Lanka
- Svizzera
- Ungheria
- Zambia